# Big Daddy Kane
Antonio Hardy, mer känd under artistnamnet Big Daddy Kane, född 10 september 1968 i Bedford-Stuyvesant, Brooklyn, New York, är en amerikansk rappare. Han började sin karriär 1986 i hiphopkollektivet Juice Crew.

## Diskografi
- 1988 – Long Live the Kane
- 1989 – It's a Big Daddy Thing
- 1990 – Taste of Chocolate
- 1991 – Prince of Darkness
- 1993 – Looks Like a Job For...
- 1994 – Daddy's Home
- 1998 – Veteranz' Day
- 2013 – Back to the Future